# Буре Павло Володимирович
Павло́ Володи́мирович Буре́ (рос. Павел Владимирович Буре; * 31 березня 1971,  Москва) — радянський і російський хокеїст. Заслужений майстер спорту СРСР (1990). Павло Буре вважається одним з найкращих російських хокеїстів 1990-2000-х років.
Після завершення кар'єри в НХЛ, 10 жовтня 2008 року, одружився у Маямі на Аліні Хасановій та у 2011 році оселився з родиною у Москві.

## Досягнення
- Чемпіон світу (1): 1990
- Переможець молодіжного чемпіонату світу (1): 1989
- Чемпіон СРСР (1): 1989
- Володар кубка європейських чемпіонів (2): 1989, 1990
- Трофей Моріса Рішара (2): 2000, 2001
- Трофей Колдера (1): 1992
- Рекордсмен Олімпійських ігор за кількістю шайб закинутих в одному матчі — 5 (1998, півфінал проти фінів)
- Рекордсмен команди Флорида Пантерс за кількістю набраних очок та закинутих шайб в одному сезоні — 94 та 59 відповідно
- Рекордсмен команди Ванкувер Канакс за кількістю закинутих шайб в одному сезоні — 60
- Учасник матчу всіх зірок НХЛ 1993, 1994, 1997, 1998, 2000, 2001
- Найцінніший гравець матчу всіх зірок НХЛ 2000

## Статистика
| Сезон                        | Клуб                         | Ліга                         | Регулярна першість           | Регулярна першість           | Регулярна першість           | Регулярна першість           | Плей-оф | Плей-оф | Плей-оф | Плей-оф |
| Сезон                        | Клуб                         | Ліга                         | І                            | Г                            | П                            | О                            | І       | Г       | П       | О       |
| ---------------------------- | ---------------------------- | ---------------------------- | ---------------------------- | ---------------------------- | ---------------------------- | ---------------------------- | ------- | ------- | ------- | ------- |
| 1987-1988                    | ЦСКА                         | ВЛ                           | 5                            | 1                            | 1                            | 2                            | -       | -       | -       | -       |
| 1988-1989                    | ЦСКА                         | ВЛ                           | 32                           | 17                           | 9                            | 26                           | -       | -       | -       | -       |
| 1989-1990                    | ЦСКА                         | ВЛ                           | 46                           | 14                           | 11                           | 25                           | -       | -       | -       | -       |
| 1990-1991                    | ЦСКА                         | ВЛ                           | 44                           | 35                           | 11                           | 46                           | -       | -       | -       | -       |
| 1991-1992                    | Ванкувер Канакс              | НХЛ                          | 65                           | 34                           | 26                           | 60                           | 13      | 6       | 4       | 10      |
| 1992-1993                    | Ванкувер Канакс              | НХЛ                          | 83                           | 60                           | 50                           | 110                          | 12      | 5       | 7       | 12      |
| 1993-1994                    | Ванкувер Канакс              | НХЛ                          | 76                           | 60                           | 47                           | 107                          | 24      | 16      | 15      | 31      |
| 1994-1995                    | Ванкувер Канакс              | НХЛ                          | 44                           | 20                           | 23                           | 43                           | 11      | 7       | 6       | 13      |
| 1995-1996                    | Ванкувер Канакс              | НХЛ                          | 15                           | 6                            | 7                            | 13                           | -       | -       | -       | -       |
| 1996-1997                    | Ванкувер Канакс              | НХЛ                          | 63                           | 23                           | 32                           | 55                           | -       | -       | -       | -       |
| 1997-1998                    | Ванкувер Канакс              | НХЛ                          | 82                           | 51                           | 39                           | 90                           | -       | -       | -       | -       |
| 1998-1999                    | Флорида Пантерс              | НХЛ                          | 11                           | 13                           | 3                            | 16                           | -       | -       | -       | -       |
| 1999-2000                    | Флорида Пантерс              | НХЛ                          | 74                           | 58                           | 36                           | 94                           | 4       | 1       | 3       | 4       |
| 2000-2001                    | Флорида Пантерс              | НХЛ                          | 82                           | 59                           | 33                           | 92                           | -       | -       | -       | -       |
| 2001-2002                    | Флорида Пантерс              | НХЛ                          | 56                           | 22                           | 27                           | 49                           | -       | -       | -       | -       |
| 2001-2002                    | Нью-Йорк Рейнджерс           | НХЛ                          | 12                           | 12                           | 8                            | 20                           | -       | -       | -       | -       |
| 2002-2003                    | Нью-Йорк Рейнджерс           | НХЛ                          | 39                           | 19                           | 11                           | 30                           | -       | -       | -       | -       |
| Всього в НХЛ                 | Всього в НХЛ                 | Всього в НХЛ                 | 702                          | 437                          | 342                          | 779                          | 64      | 35      | 35      | 70      |
| Всього на чемпіонатах світу  | Всього на чемпіонатах світу  | Всього на чемпіонатах світу  | Всього на чемпіонатах світу  | Всього на чемпіонатах світу  | Всього на чемпіонатах світу  | Всього на чемпіонатах світу  | 26      | 9       | 13      | 22      |
| Всього на Олімпійських іграх | Всього на Олімпійських іграх | Всього на Олімпійських іграх | Всього на Олімпійських іграх | Всього на Олімпійських іграх | Всього на Олімпійських іграх | Всього на Олімпійських іграх | 12      | 11      | 1       | 12      |